# Mikhail Lomonosov
 "Lomonosov" omdirigeres hertil. For andre betydninger af Lomonosov, se Lomonosov (flertydig).
Mikhail Vasiljevitj Lomonosov (russisk: Михаил Васильевич Ломоносов, født 8. (juliansk kalender)/19. (gregoriansk kalender) november 1711 i Misjaninskaja, i dag Lomonosovo, ved Kholmogory i Arkhangelsk oblast), død 4./15. april 1765 i St. Petersborg) var en russisk polyhistor, videnskabsmand og forfatter, som bidrog kraftigt til udviklingen af litteratur, pædagogik og naturvidenskab. En af hans opdagelser var Venus' atmosfære.
Hans kundskabsfelt omfattede blandt andet kemi, fysik, mineralogi, historie, kunst, filologi og optiske instrumenter. Lomonosov var også poet og skabte grundlaget for det moderne russiske litterære sprog.